# Christian Thomesen Carl
Christian Thomesen Carl (ur. 1676, zm. 29 marca 1713) – duński oficer marynarki wojennej, syn Thomasa Iversena, burmistrza Assens na Fionii i właściciela promu. W marynarce od 17 kwietnia 1694 lub od 18 czerwca 1695 jako kadet, po 17 stycznia 1696 przez dwa lata pozostawał w służbie holenderskiej (26 lutego 1698 powrócił z flotą do Amsterdamu), a następnie trzy lata w rosyjskiej. Pierwsze awanse oficerskie: 31 grudnia 1697 na stopień podporucznika, 30 stycznia 1700 – porucznika. Po powrocie do Danii służył (w 1700) na okręcie „Dronning Charlotta Amalia”, a następnie od 26 kwietnia 1701 w morskiej szkole oficerskiej, gdzie był przełożonym uzbrojonych kadeckich drużyn ćwiczebnych. W 1704 służył na okręcie „Prins Carl” oraz dowodził kadetami w eskadrze eskortującej króla Fryderyka IV w czasie podróży do Norwegii i z powrotem, by następnie pływać w 1705 na „Kronen”, w 1706 na „Sværdfisken” (na tym ostatnim mając pod swoją pieczą 20 kadetów), a w 1708 na swój wniosek przestał sprawować nadzór nad kadetami. Awansował w tym czasie 31 stycznia 1705 na stopień kapitana porucznika, 24 kwietnia 1708 kapitana (16 kwietnia 1709 na rzeczywistego kapitana), w końcu 6 czerwca 1710 komandora porucznika.  W 1710 jako dowódca okrętu „Ny Delmenhorst” zdobył dwa szwedzkie okręty w Kattegat. Po służbie na okręcie wojennym „Prins Carl” w 1711 został przeniesiony w 1712 na okręt wojenny „Ditmarsken” i wyróżnił się w bitwach morskich z siłami szwedzkimi koło Stralsundu w lipcu 1712. Jeszcze w tym samym roku (17 grudnia) został awansowany na stopień komandora. W listopadzie dotychczasowy dowódca sił duńskich wiceadmirał Christian Thomesen Sehested, który wracał do Danii, przekazał Carlowi dowództwo nad całą eskadrą pomorską, którą ten zachował do wiosny 1713, kiedy sam otrzymał rozkaz powrotu. Bezpośrednio przedtem spotkał się z rosyjskim dowódcą de Staffem, z którym się pojedynkował, i został zabity w Greifswaldzie 29 marca tego roku. Został pochowany z zaszczytami w Holmens Kirke w Kopenhadze. Carl był albo dwa razy żonaty z dwiema siostrami Klauman, najpierw (od 1702) z Mechtele Dorotheą, potem (od 1706) z Mechtele Magdaleną, albo tylko z tą drugą (od 1 czerwca 1702). Z małżeństwa z Mechtele Magdaleną przyszły na świat co najmniej dwie córki i trzech synów, z których jeden (Peter Klaumann Carl, urodzony ok. 1703 lub ok. 1705) został oficerem marynarki wojennej.

## Upamiętnienie
Od 1851 w anklamskim Bluthsluster Park ustawione było drewniane popiersie (będące galionem szwedzkiego okrętu „Carlson”, którego eponima błędnie wówczas utożsamiono z duńskim wojskowym) na pamiątkę wydarzenia, które uchroniło Anklam przed zniszczeniem w czasie III wojny północnej (rozkaz taki wiózł de Staff, ale po pojedynku z Carlem został aresztowany, a rozkaz odwołany). Na kilka lat przed 1909 popiersie, dotychczas stojące na wolnym powietrzu i będące w złym stanie, przeniesiono do wnętrz anklamskiego ratusza. Obchody dwusetlecia pojedynku obchodzono hucznie w Anklam 29 marca 1913.